# Георги Манушкин
Георги Атанасов Манушкин е български политик, деец на Българската комунистическа партия.

## Биография
Георги Манушкин е роден в 1878 година в разложкото село Бачево, тогава в Османската империя в семейството на деец на Вътрешната македоно-одринска революционна организация, който е убит от властите. Брат му Костадин Манушкин също е деец на ВМОРО. Георги Манушкин също става деец на ВМОРО. Участва в Балканските войни. В 1913 година става деец на БРСДП (т. с.). Къщата му става явка на партията и в нея отсядат Васил Мулетаров, Владимир Поптомов и други комунистически лидери.
През септември 1923 година Манушкин участва в комунистическото въстание и взима участие в установяване на въстаническа власт в Мехомия. След разгрома на въстанието е арестуван от дейци на ВМРО и измъчван. На 7 ноември 1923 година е убит заедно със земеделеца от Бачево Атанас Попстоянов в местността Трите реки.